# Chloreuptychia callichloris
Chloreuptychia callichloris är en fjärilsart som beskrevs av Butler 1866. Chloreuptychia callichloris ingår i släktet Chloreuptychia och familjen praktfjärilar. Inga underarter finns listade i Catalogue of Life.